# Karl Kreutzberg
Karl Kreutzberg   (Düren, 15 de febrer de 1912 - Düren, 13 d'agost de 1977) fou un jugador d'handbol alemany que va competir durant la dècada de 1930.
El 1936 va prendre part en els Jocs Olímpics de Berlín, on guanyà la medalla d'or en la competició d'handbol.